# 降幡廣信
降幡 廣信（ふりはた ひろのぶ、1929年4月7日-　）は、日本の建築家。降幡建築設計事務所代表取締役会長。信州大学工学部社会開発工学科建築学コース非常勤講師。全国各地で建築に関する賞を数多く受賞している。長野県温村（安曇野市）生まれ。

## 略歴
- 1951年、旧制青山学院専門学校建築科卒業
- 1953年、関東学院大学工学部建築学科卒業
- 1953年-1955年 関東学院大学建築学教室助手
- 1961年、家業である山共建設株式会社を継承
- 1963年、降幡建築設計事務所設置
- 1990年、日本建築学会賞

## 著書等
- 「民家の再生」 建築資料研究社 1989年7月 ISBN 4874602037
- 「現在の民家再考」 鹿島出版会 1994年7月ISBN 9784306043251
- 「民家再生の設計手法」 彰国社 1997年3月 ISBN 9784395004676
- 「民家建築の再興」 鹿島出版会 2009年10月 ISBN 978-4306045385